# Jonathan Corzo
Jonathan Eduardo Corzo (Quebracho Herrado, Provincia de Córdoba, Argentina, 18 de diciembre de 1992) es un futbolista argentino que juega como delantero en el Real Sociedad de la Liga Nacional de Honduras.

## Clubes
| Club                    | País                 | Año       |
| ----------------------- | -------------------- | --------- |
| Union Deportiva Laspiur | 🇦🇷Argentina          | 2008-2011 |
| 9 de Julio de Rafaela   | Argentina            | 2011-2013 |
| Sportivo Patria         | Argentina            | 2014      |
| Sportivo Belgrano       | Argentina            | 2015      |
| Argentino Peñarol       | Argentina            | 2016      |
| Vélez Sarsfield         | Argentina            | 2016-2017 |
| Almirante Brown         | Argentina            | 2018-2019 |
| Atlético Vega Real      | República Dominicana | 2020      |
| Real Sociedad           | Honduras             | 2021-     |